# Ampullifera foliicola
Ampullifera foliicola är en svampart som beskrevs av Deighton 1960. Ampullifera foliicola ingår i släktet Ampullifera, divisionen sporsäcksvampar och riket svampar.   Inga underarter finns listade i Catalogue of Life.